# Samsung Galaxy A50
A Samsung Galaxy A50 egy olyan androidos okostelefon, amelyet a Samsung Electronics tervezett, fejlesztett, gyártott és forgalmazott a Samsung Galaxy A széria részeként. A Samsung Galaxy A50-et 2019. február 25-én mutatták be, utána 2019. március 13-án került forgalomba.

## Specifikációk
Az A50-nek 6,4 hüvelykes, FHD+-os, 2340×1080 felbontású Super AMOLED Infinity-U kijelzője van.
Egy nyolcmagos, 2300 MHz-es ARM Cortex-A73 és egy ARM Cortex-A53 64 bites, 10 nm-es CPU-t építettek bele. GPU-ja egy Mali-G72 MP3. Maga a telefon mérete 158,5×74,7×7,7 mm. Beépített 4000 mAh-s lítiumion-akkumulátora van.
Az A50 4/6 GiB RAM-mal érkezik. A telefon tárhelye 128 GiB, amely MicroSD-vel bővíthető 512 GiB-ig.

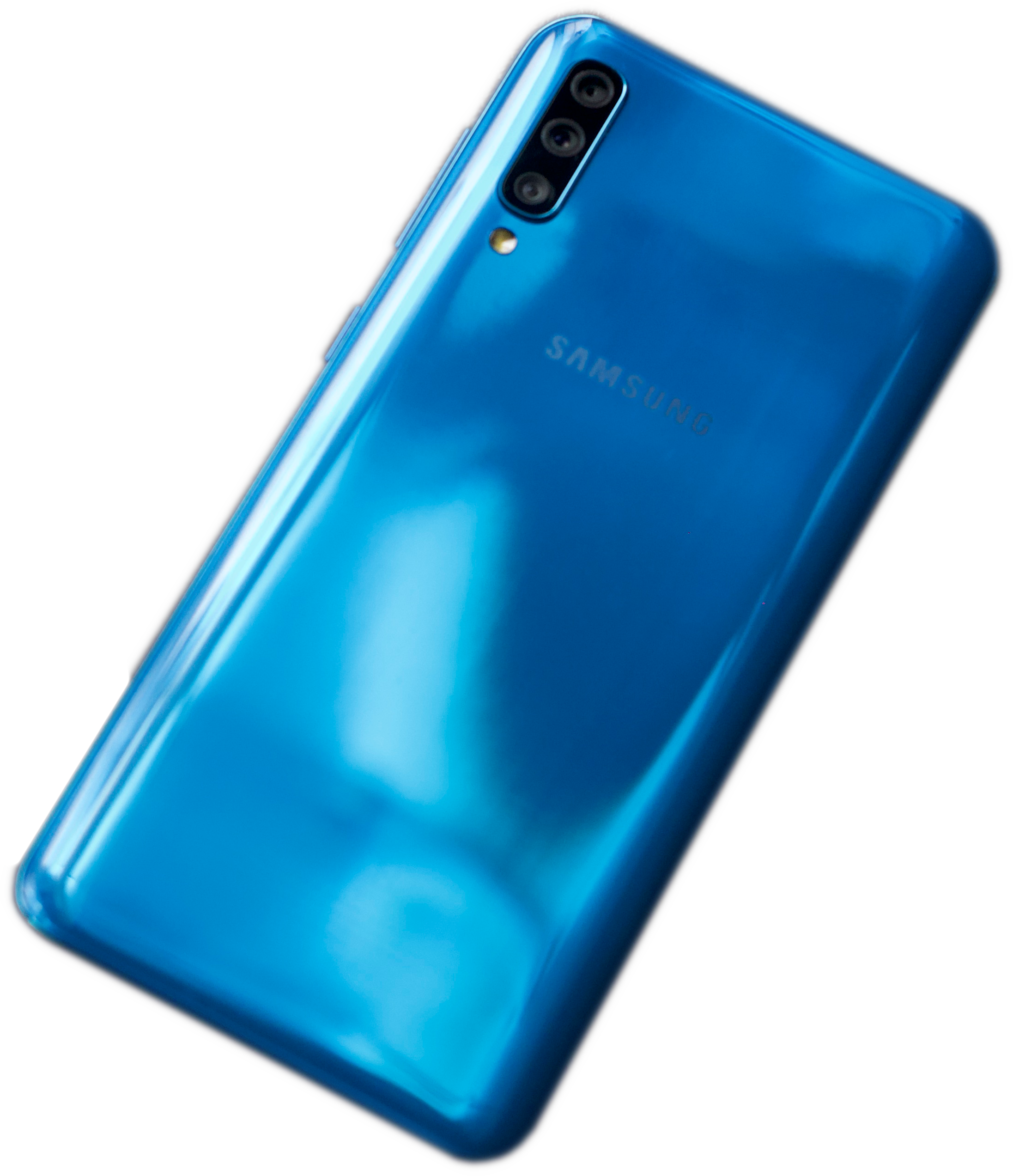
Galaxy A50 hátoldala

A Samsung Galaxy A50 hátlapjára egy 25 megapixeles, széles látószögű kamerát és egy 5 megapixeles, mélységérzékelő kamerát helyeztek, az előlapra pedig egy 8 megapixeles, ultraszéles látószögű kamerát.